# Lagaš
Koordinaten: 31° 24′ 41″ N, 46° 24′ 26″ O

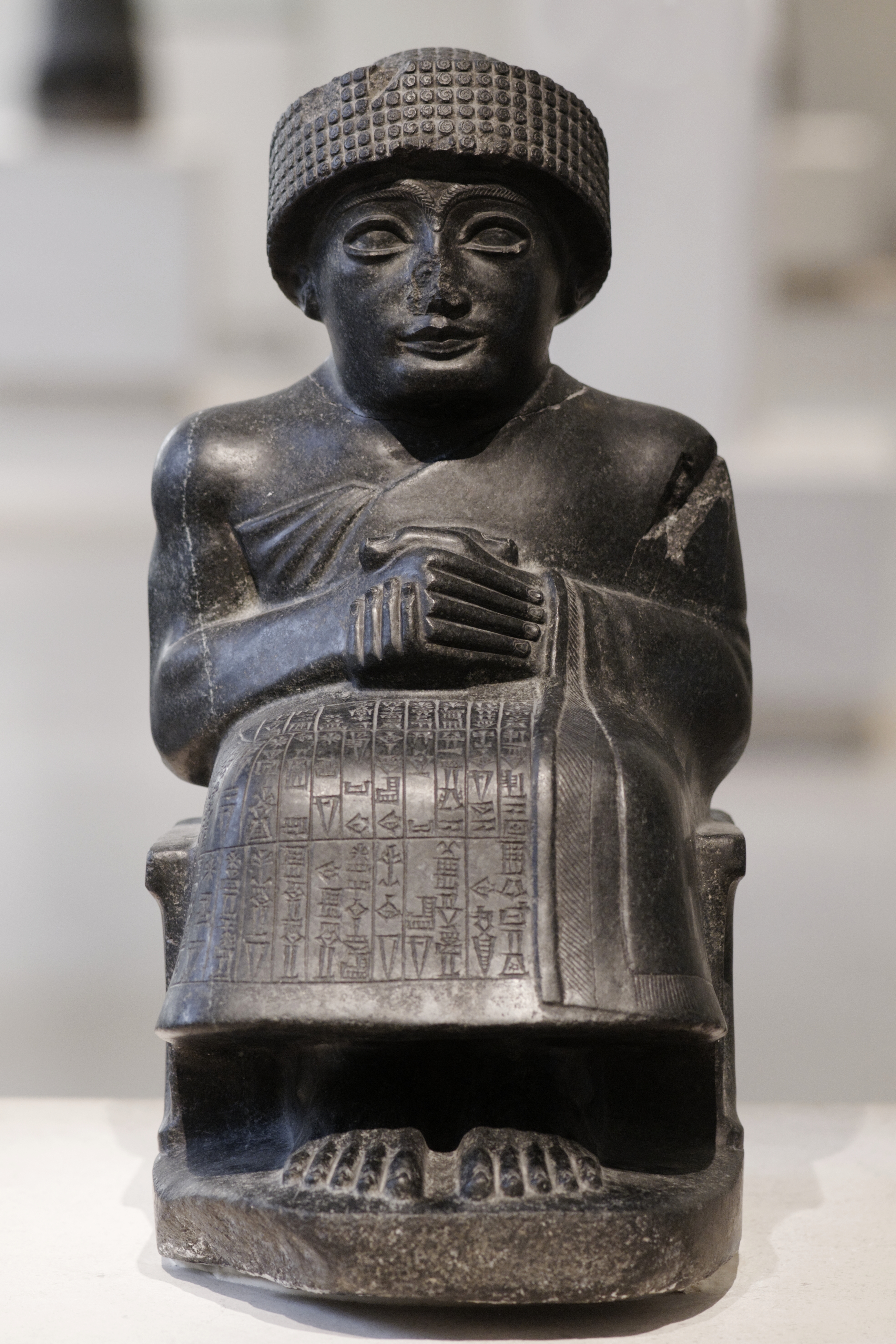
Sitzende Statue von Gudea, Stadtfürst von Lagaš, der Gottheit Ningišzida gewidmet (ca. 2.120 v. Chr.; ausgegraben in Telloh [Girsu], Irak)

Lagaš oder Lagasch (auch Lagas und Lagash) war eine sumerische Stadt in Süd-Mesopotamien. Der heutige Name ist Tell el-Hiba (Provinz Dhi Qar, Irak).

## Geschichte
Lagaš wurde bereits seit dem 4. Jahrtausend v. Chr. besiedelt. Es erlangte seine größte Bedeutung in der zweiten Hälfte des 3. Jahrtausend v. Chr.
Lagaš war ein Stadtstaat, der mehrere umliegende Orte wie Girsu oder Nina beherrschte.
Die Mitte des 3. Jahrtausends v. Chr. war durch ständige Konflikte mit der Nachbarstadt Umma geprägt,
die von Streitigkeiten um eine Grenzziehung ausgelöst wurden. Nachdem zunächst Lagaš unter Eanatum militärische Erfolge gegen Umma erzielen konnte,
wurde schließlich Lagaš durch Lugalzagesi von Umma und Uruk einige Jahrzehnte später zerstört.
Nach dem Niedergang des Reiches von Akkad und einer Zeit geringer Bedeutung stieg Lagaš unter der II. Dynastie – besonders unter Gudea – zur dominanten Macht in Sumer auf. Hauptort von Lagaš war zu jener Zeit aber nicht mehr die Stadt Lagaš, sondern Girsu (heute Telloh), wo der Gott Ningirsu verehrt wurde.
Das Gebiet von Lagaš umfasste etwa 160.000 ha, 17 größere Städte, 8 Gebietshauptstädte und viele Dörfer, von denen rund 40 namentlich bekannt sind. Aus Inschriften und Tempelbauten lässt sich erschließen, dass vermutlich auch Eridu, Ur, Nippur, Adab, Uruk und Bad-tibira die Oberhoheit von Lagaš anerkannten. Da dieser Einfluss weniger durch kriegerische Handlungen als durch Handelskontrakte erworben wurde, folgte eine Zeit der Blüte. Die Infrastruktur wurde verbessert, Kanäle und Entwässerungssystem gebaut, aber auch die Künste profitierten.
Die Hegemonie von Lagaš fand ihr Ende mit dem Aufstieg der III. Dynastie von Ur.